# Борцов, Юрий Николаевич
Ю́рий Никола́евич Борцо́в (21 июня 1970, Лебедянь — 12 октября 2010) — депутат Липецкого областного совета депутатов. Бизнесмен, бывший совладелец крупнейшего в России производителя соков ОАО «Лебедянский». Сын Николая Ивановича Борцова (1945—2023).
По оценкам журнала «Финанс» состояние предпринимателя в 2010 году оценивалось в 15,4 млрд рублей (156 место в России).

## Биография
Юрий Николаевич Борцов родился 21 июня 1970 года в городе Лебедянь Липецкой области.
В 1992 году окончил Воронежский политехнический институт, факультет автоматики и электромеханики.
Трудовую деятельность начал директором производственно-торговой фирмы «Консент». Владел четырьмя магазинами в Лебедяни.
С 1996 года работал заместителем генерального директора ОАО "Экспериментально-консервном заводе «Лебедянский». С 1998 по 2003 год вывел ежегодный оборот компании с 15 млн до 274 млн $.
В 2003 году стал председателем совета директоров ОАО «Лебедянский».
14 марта 2004 года был избран депутатом Липецкого областного совета депутатов III созыва.
8 октября 2006 года избран депутатом Липецкого областного совета депутатов IV созыва, где возглавил фракцию «Единой России».
С октября 2008 года, после продажи ОАО «ЭКЗ „Лебедянский“» компаниям PepsiCo и Pepsi Bottling Group за 1, 4 млрд $, стал советником по стратегическому развитию и Председателем Совета директоров ОАО «Прогресс», выпускавшего минеральную воду и детское питание.
В 2009 году занял 71 место в списке 100 богатейших людей России по версии Forbes с состоянием 500 млн долларов.
В 2010 году был обладателем состояния в 510 млн $ и занимал 156 строчку российского рейтинга состоятельных людей.
Умер 12 октября 2010 года от инсульта. Похоронен на Троекуровском кладбище в Москве.
Был женат, имел четырех детей. Увлекался дайвингом.